# Poltys vesicularis
Poltys vesicularis är en spindelart som beskrevs av Simon 1889. Poltys vesicularis ingår i släktet Poltys och familjen hjulspindlar.
Artens utbredningsområde är Madagaskar. Inga underarter finns listade i Catalogue of Life.